# Document Template Markup Language
Document Template Markup Language (DTML), em português: Linguagem de Marcação de Modelo de Documento, é uma funcionalidade que permite a criação de texto e HTML dinâmicos através de documentos de modelo (templating), convertendo o texto fonte deste documento para gerar um texto processado. É normalmente usada no framework Zope para criação de páginas web dinâmicas.
Ela pode ser utilizada, por exemplo, para criar uma página web que preenche linhas e células de uma tabela HTML no interior da página através de dados obtidos a partir de um banco de dados.
A DTML é uma linguagem de script e uma linguagem de apresentação baseada em tags. Isto significa que as tags (e.g. <dtml-var name>) embutidas em seu documento HTML façam com que partes de sua página sejam substituídas por conteúdo "computado".

## Comparação com outras funcionalidades de modelo
DTML é similar, em funcionalidade, à linguagens de script "embutidas em HTML" como JSP, PHP ou mod_pearl. Ela se diferencia destas na medida em que não permite a criação de declarações Python (if, then, else e etc.) "inline", uma vez que JSP, mod_pearl ou PHP permitem embutir um bloco de código de suas linguagens em uma página HTML.